# Hypnum imponentiforme
Hypnum imponentiforme är en bladmossart som beskrevs av Kindberg 1900. Hypnum imponentiforme ingår i släktet flätmossor, och familjen Hypnaceae. Inga underarter finns listade i Catalogue of Life.